# Franco Leoni
Franco Leoni (24 octobre 1864 – 8 février 1949), né à Milan et mort à Londres, est un compositeur d'opéra italien surtout connu pour son opéra L’Oracolo.

## Biographie
Franco Leoni a étudié la musique au Conservatoire de Milan avec Amilcare Ponchielli et Cesare Dominiceti.
Après quelques productions en Italie, il s’installe en Angleterre.
Il a été directeur de la chapelle de la Reine à Londres. Auteur d'une douzaine d'œuvres pour le théâtre lyrique, parmi lesquelles la pièce en un acte L’Oracle, (L'Oracolo)  qui a d’abord été présentée au Royal Opera House, Covent Garden à Londres le 28 juin 1905 sous la direction d’André Messager avec  le baryton Antonio Scotti. L’Oracle a ensuite été repris avec succès dans le monde entier, au Metropolitan Opera House de New York en 1915, et joué régulièrement jusqu’aux années 1930, en particulier avec le baryton Scotti. Dans les années 1970, le directeur musical australien Richard Bonynge procède à un enregistrement complet de l’œuvre avec Joan Sutherland et Tito Gobbi. Cet enregistrement LP a été réédité sur CD en 1997. D’autres réalisations ont été menées à l’Institut Curtis (1949), à l’Opéra de Philadelphie (1952), au Glasgow Grand Opera Society (1994) et à l’Opéra de Francfort en 2009 et 2011.
Parmi ses œuvres lyriques, on peut citer Francesca da Rimini (1914), opéra adapté de la pièce de Francis Marion Crawford . En dehors des opéras, Leoni a écrit plusieurs cantates et oratorios et de nombreuses ballades et chansons. Il a également travaillé comme chef d'orchestre à Londres.